# Amaranthus haughtii
Amaranthus haughtii är en amarantväxtart som beskrevs av Paul Carpenter Standley. Amaranthus haughtii ingår i släktet amaranter, och familjen amarantväxter. Inga underarter finns listade i Catalogue of Life.